# Will Tremper
Will Tremper (* 19. September 1928 in Braubach am Rhein; † 14. Dezember 1998 in München) war ein deutscher Journalist, Regisseur und Drehbuchautor, der auch unter den Pseudonymen Quentin Philips und Petronius schrieb.

## Leben
Der Sohn des Gastwirts Heinrich Tremper und seiner Ehefrau Emilie, geborene Alberti, besuchte bis 1943 das Gymnasium in Oberlahnstein. 1944 ließ er sich in Berlin zum Bildberichterstatter ausbilden.
Nach Kriegsende spielte er als Pianist mit seiner eigenen Band in englischen und französischen Offiziersclubs. 1946 wurde Tremper Polizei-Reporter beim Tagesspiegel und verbüßte im Sommer 1947 eine mehrmonatige Haftstrafe im Strafgefängnis Berlin-Plötzensee wegen wissentlich falscher Aussage gegenüber einem Beauftragten der amerikanischen Streitkräfte in Europa.
Anschließend arbeitete er als Pressefotograf, Ghostwriter (für Curt Riess) und Journalist. Er verfasste eine große Zahl von „Tatsachenberichten“, besonders ab 1958 für die Zeitschrift Stern, dort u. a. die Serie  Deutschland deine Sternchen über die deutsche Filmwirtschaft, unter dem Pseudonym Petronius.
Danach wurde er Drehbuchautor zu Filmen wie Die Halbstarken und Nasser Asphalt. Ab den 60er Jahren fungierte Tremper auch als Regisseur und Produzent. Nach Flucht nach Berlin, seinem Regiedebüt, Playgirl und Die endlose Nacht war im Jahre 1969 seine letzte Regiearbeit der von Horst Wendlandt produzierte Wie kommt ein so reizendes Mädchen zu diesem Gewerbe?
Seit 1970 war Tremper wieder ausschließlich als Autor tätig, häufig im Auftrag der Medienagentur von Josef von Ferenczy. 1972 schrieb Tremper den Bestseller Das Tall Komplott. Er war ab 1968 erster Chefredakteur der Zeitschrift Jasmin.

## Skandale
Sein Artikel über den Film Schindlers Liste „Indiana Jones im Ghetto von Krakau“ vom 28. Februar 1994 in der von Rainer Zitelmann geführten Wochenendbeilage „Geistige Welt“ der Zeitung Die Welt führte zu heftigen Diskussionen über Antisemitismus innerhalb des Springer-Konzerns und zur Versetzung Rainer Zitelmanns sowie zu dem von Rainer Zitelmann und den Welt-Redakteuren Heimo Schwilk und Ulrich Schacht initiierten Berliner Appell. Wolfgang Heim äußerte die Ansicht, Tremper habe sich in seiner Radiosendung "als Nazi geoutet".

## Filmografie
Als Regisseur und Autor
- 1961: Flucht nach Berlin (Regie, Drehbuch, Schnitt)
- 1963: Die endlose Nacht (Regie, Drehbuch)
- 1966: Sperrbezirk (Regie, Drehbuch)
- 1966: Playgirl (Regie, Drehbuch)
- 1970: Wie kommt ein so reizendes Mädchen zu diesem Gewerbe? (Regie, Drehbuch, nach einem Roman)

Als Autor
- 1956: Die Halbstarken (Erzählung und Drehbuch)
- 1957: Endstation Liebe (Drehbuch)
- 1958: Nasser Asphalt (Drehbuch)
- 1963: Verspätung in Marienborn (Drehbuch)
- 1964: Zimmer 13 (Drehbuch als Quentin Philips, nach einem Roman von Edgar Wallace)
- 1988: Rosinenbomber (Drehbuch)

Andere
- 1965: Es (Darsteller)
- 1966: Abschied (Darsteller)
- 1990: Karin Baal und die Halbstarken (Mitwirkung, Dokumentation von Lutz Neumann)

## Auszeichnungen
- 1963: Preis der deutschen Filmkritik für Die endlose Nacht
- 1963: Filmband in Silber (Produktion) für Die endlose Nacht
- 1964: Filmband in Gold (Drehbuch) für Verspätung in Marienborn